# 2013년 이란 대통령 선거
2013년 이란 대통령 선거는 2013년 6월 14일에 치러지는 이란의 11번째 대통령 선거이다.

## 절차
- 2013년 5월7~11일 = 대선 후보 등록. 686명 신청.
- 2013년 5월12~16일 = 헌법수호위원회의 적격 심사.
- 2013년 5월21일 = 이란 내무부, 최종 후보 8명 명단 발표.
- 2013년 5월22~23일 = 대선 후보 확정.
- 2013년 6월14일 = 투표.
- 결선투표(1979년 이슬람혁명 이후 10차례 대선 중 결선투표 치른 것은 라프산자니가 아마디네자드 현 대통령과 경합한 2005년 제9차 대선이 유일함[1]).

### 헌법수호위원회
헌법수호위원회는 최고지도자가 임명하는 성직자 6명과 사법부 수장 추천으로 국회에서 선출하는 민간법률가 6명으로 구성돼 있다.

## 후보 신청

### 보수파
- 알리 아크바르 벨라예티 알리 하메네이 외교 고문.
- 사이드 잘릴리 최고국가안보위원회 사무총장. 이란 핵협상단 대표이자 최고 지도자 아야톨라 알리 하메네이와 가까움.
- 모함마드 바케르 칼리바프 테헤란 시장.
- 골람알리 하다드 아델 전 국회의장.
- 에스판디아르 라힘 마샤에이 아마디네자드 대통령의 전 비서실장.
- 하다드 아델 전 국회의장.

### 무소속
- 모흐센 잘릴리 국정조정위원회 사무총장

### 중도파
- 악바르 하셰미 라프산자니 전 대통령.
- 하산 로하니 국정조정위원. 최고지도자의 신임을 얻음.

### 개혁파
- 모함마드 레자 아레프 국정조정위원

## 후보
- 하메네이 측근 5명, 중도파 2명, 개혁파 1명. = 8명[2]

### 보수파
- 사이드 잘릴리 최고국가안보위원회 사무총장. 이란 핵협상단 대표이자 최고 지도자 아야톨라 알리 하메네이와 가까움.
- 알리 아크바르 벨라야티 전 외교장관.
- 모함마드 바케르 칼리바프 테헤란 시장
- 레자이 전 혁명수비대 사령관
- 하다드 아델 전 국회의장

### 중도파
- 하산 로하니 국정조정위원
- 가라지 전 석유장관

### 개혁파
- 모함마드 레자 아레프 국정조정위원

## 결과
2013년 6월 15일(현지시간) 하산 로하니가 3670만4156표 가운데 1861만3329표를 얻어 특표율 50.71%로 결선투표 없이 당선됐다. 보수파 모함마드 바케르 칼리바프는 16.56%, 사이드 잘릴리는 11.36%로 각각 득표율 2, 3위에 그쳤다. 투표율은 72.71%였다.